# BL Herculis-variabel
BL Herculis-variabel (CWB) är en typ av pulserande variabel som, tillsammans med W Virginis-variablerna är äldre och lättare stjärnor än de klassiska cepheiderna, och kllas typ II-cepheider. Typiska massor är 0,5 solmassor. Vanligtvis är de population II-stjärnor som återfinns i Vintergatans halo och i klotformiga stjärnhopar. Då deras uppträdande är snarlikt de klassiska cepheidernas dröjde deras upptäckt till 1952 då Walter Baade fann att det finns två typer av cepheider.
Gemensamt för typ II-cepheiderna är en period på 0,8 till 50 dygn, med majoriteten inom 2-20 dygn. Amplituden ligger på 0,3 till 1,5 magnituder. Deras absoluta magnitud är 0,7 till 2 magnituder lägre än en klassisk cepheid med samma period. Undertypen CWA har en period av över 8 dygn, medan BL Herculis-variablerna (CWB) har en period under 8 dygn. BL Herculis-variablerna är också ljussvagare och av spektralklass A-F.

## Ljusstarka BL Herculis-variabler
Prototypstjärnan BL Herculis varierar mellan visuell magnitud +9,70 och 10,62 med en period av 1,307445 dygn. De ljusstarkaste variablerna på stjärnhimlen räknat till ljusstyrkan i maximum är:
- VY Pyxidis – 7,7
- V553 Centauri – 8,2
- SW Tauri –  9,3
- RT Trianguli Australis – 9,4
- V351 Cephei – 9,5
- BL Herculis – 9,7
- BD Cassiopeiae – 10,8
- UY Eridani – 10,9